# Sojuz 10
Sojuz 10 byla kosmická loď SSSR z roku 1971, která se svou posádkou absolvovala let na Saljut 1, nově vybudovanou první orbitální stanici na oběžné dráze Země. K této stanici to byl první let s posádkou. Podle katalogu COSPAR dostala označení 1971-034A a byla 39. letem kosmické lodě z naší planety. Její volacím znakem byl GRANIT.

## Posádka
Tříčlennou posádku tvořili tito kosmonauti:
- Vladimir Šatalov, velitel letu, 43 let, třetí let do vesmíru.
- Alexej Jelisejev, palubní inženýr, 36 let, třetí let do vesmíru.
- Nikolaj Rukavišnikov, inženýr výzkumník, 42 let, ve vesmíru nováček.

## Průběh letu
Loď odstartovala 23. dubna 1971 z kosmodromu Bajkonur s pomocí stejnojmenné rakety Sojuz. Podařilo se Sojuz 10 s orbitální stanicí Saljut 1 spojit a v pevné formaci s ní letěli přes 5 hodin, k přestupu posádky do stanice však nedošlo. Po tomto manévru se loď odpojila, souběžný let trval dalších 11 hodin a druhý den, resp.v noci. 25. dubna 1971 přistála i s posádkou s pomocí padáků a brzdícím motorem 120 km od kazachstánského města Karagandy. Loď měla za sebou 47 hodin letu.

## Konstrukce lodě
Udaná startovací hmotnost byla 6525 kg. Sedm metrů dlouhá loď se obdobně jako ostatní lodě Sojuz skládala ze tří částí, kulovité orbitální sekce, návratové kabiny a sekce přístrojové. Loď byla vybavena spojovacím zařízením, padákovým systémem a čtyřmi brzdícími motory.